# Stopy (Star Trek: Nová generace)
Stopy (v anglickém originále Clues) je v pořadí čtrnáctá epizoda čtvrté sezóny seriálu Star Trek: Nová generace.
Pojednává o sérii záhad, během nichž Picard Data stále silněji podezřívá ze lhaní.

## Příběh
USS Enterprise-D nalezne obyvatelnou planetu. Vzápětí se před ní objeví červí díra, která loď přesune několik dní cesty pryč a posádku omráčí. Android Dat i lodní chronometr sdělují, že bezvědomí trvalo jen desítky sekund. Brzy se však začnou objevovat nesrovnalosti: Květiny doktorky Crusherové vyrostly, jako kdyby uplynul nejméně den. Ukáže se, že s lodním chronometrem někdo manipuloval, což umí jen Geordi a Dat. Deanna Troi má při pohledu do zrcadla záchvat hrůzy. U Worfa je zjištěna zlomenina zápěstí ošetřená lodním vybavením. Sonda poslaná k planetě nalezne zcela jiný, neobyvatelný druh planety, ale poté se ukáže, že i s tou někdo manipuloval.
Tyto záhady vedou kapitána Picarda k podezření, že uplynul celý den, na který si posádka nepamatuje. Také je z nich zřejmé, že Dat něco tají. Ten však neústupně odmítá cokoli vysvětlit. Je rozhodnut mlčet, i kdyby jej to mělo stát kariéru a rozebrání. Proto se Enterprise vrátí zpět k planetě.
Tam se posádka setkává s Paxany, technologicky vyspělou xenofobní civilizací. Ti s posádkou komunikují tak, že ovládnou mysl poradkyně Troi. Kapitán se dozvídá, že Paxané si nepřejí, aby o jejich existenci kdokoli věděl. Když se k nim přiblíží cizí loď, Paxané její posádku uspí, přemístí pryč a předtím vytvoří iluzi červí díry, aby posádka netušila, co se ve skutečnosti stalo. Když však Enterprise dorazila k planetě poprvé, Dat loď účinně bránil a Paxané posádku nemohli uspat, proto chtěli loď zničit. Přistoupili však na návrh Picarda, že posádka „zamete stopy“ toho, co se stalo, a Paxané pak tu událost smažou z její paměti. Protože nad Datovou myslí nemají Paxané moc, Picard mu zakázal cokoli prozradit. Během této komunikace byl Worf zraněn.
Nyní jsou všechny záhady objasněny, ale Paxané opět chtějí loď zničit. Picard si vyžádá ještě jeden pokus. Ten uspěje, protože tentokrát jsou stopy zameteny důkladněji. Enterprise letí dále a o existenci Paxanů neví nikdo kromě Data.